# Paracles pallidivena
Paracles pallidivena là một loài bướm đêm thuộc phân họ Arctiinae, họ Erebidae.